# Giandomenico Coleti
Giandomenico Coleti (né le 5 octobre 1727 à Venise, dans la république de Venise et mort le 5 janvier 1798 dans la même ville) est un missionnaire jésuite en Equateur devenu érudit italien après la suppression de son Ordre.

## Biographie
Giandomenico Coleti est déjà prêtre et docteur en droit civil et canonique lorsqu'il entre dans la Compagnie de Jésus, et part comme missionnaire dans la province de Quito en l'Amérique du Sud. Après y être resté dix ans, pendant lesquels il s’occupe à réunir d’abondants matériaux, il est obligé de quitter ce pays par suite de l’expulsion des Jésuites de toutes les possessions de la monarchie espagnole. 
À son retour en Italie, on lui assigne pour résidence le collège de Bagnacavallo dans la basse Romagne. Son ordre ayant été définitivement supprimé en 1773, il retourne dans la maison paternelle. Ses grands talents le firent rechercher par Giovanni, évêque de Foligno, par le patricien vénitien Filippo Nani, lieutenant d’Udine, et enfin par Vinciguerra de Collalto, abbé de Nervesa, qui le fit nommer archiprêtre de Spercenigo, dans le diocèse de Trévise. 
D’un génie vaste, fertile et rempli de vivacité, il cultivait avec succès l’architecture et les belles-lettres ; il fut à la fois bon poète latin et italien. Il s’attacha en même temps à l’étude des inscriptions et des pierres antiques, dans laquelle il fit de grands progrès, et se fit estimer des littérateurs, non-seulement par ses recherches, mais aussi par ses compositions dont les manuscrits sont conservés dans sa famille. Teodoro Correr possèdait un beau recueil en plusieurs volumes d’inscriptions concernant les patriciens de Venise, copiées par lui, non-seulement dans cette ville, mais en d’autres endroits.
Giandomenico Coleti mourut le 5 janvier 1798, à l'âge de 70 ans.

## Œuvres
Les ouvrages publiés par Giandomenico Coleti sont :
- nouvelle édition des œuvres de Lucifer de Cagliari, faite en commun avec son frère Giovanni Giacomo, et dédiée au pape Pie VI, qui lui donna à cette occasion le titre de protonotaire apostolique.
- Dizionario geografico dell’America méridionale, Venise, 1771, 2 vol. in-4°. Ce dictionnaire, rédigé en partie d’après des matériaux neufs et authentiques, est indispensable pour tous ceux qui s’occupent de la géographie de l'Amérique du Sud.
- Notæ et Siglæ in nummis et lapidibus veterum Romanorum explicatæ, etc., ibid., 1785.
- Notizie storiche della chiesa di San Pietro in Sylvis di Bagnacavallo, ibid., 1774.
- Species facti, etc., ou défense de quelques droits de l’abbé de Nervesa contre l’évêque de Trévise.
- Lettera sopra la inscrizione Demmondana in S. Martino di Cividale del Friuli.
- Hispellates Inscriptiones emendatæ, Venise, 1785.
- Epistola Academiæ Cartanensis, etc., ou critique de l’inscription d’un anonyme.
- Memorie istoriche intorno al cavalier Cesare Hercolani, Venise, 1776.
- Epistola de nova Ovarii voce et officio ex inedita inscriptione Mevanate.
- Triclinium Opiterginum. Ce dernier opuscule est un petit poème latin sur un pavement antique découvert à Oderzo ; il fut ensuite traduit en vers italiens par le savant Vénitien Francesco Negri. Giandomenico Coleti coopéra avec son frère Giovanni Antonio à la collection des Vies des femmes illustres, dont il n’a paru qu’un volume. On conserve dans la famille Coletti les 10 tomes de ses corrections et augmentations à l’Italia sacra d'Ughelli.